# Thorin Eichenschild (Band)
Thorin Eichenschild war eine deutsche Folk-Rock-Band der späten 1970er Jahre.
Mitglieder der Band, die 1976 gegründet wurde, waren unter anderem Claus Boesser-Ferrari, Martina Knochel, Martina Fromme, Jörg Scharfenberger und Mike Renn. Sie spielte Ende der 1970er Jahre auf der Harlekinade in Ludwigshafen.

## Diskografie
- 1978: Leichtes Leben (LP, Unsere Stimme (US 47))
- 1979: Chile Suite, auf Nachwuchs-Festival Pop'79 - Folk der Deutschen Phono-Akademie[4]